# Kpessis
 (septembre 2012).
Si vous disposez d'ouvrages ou d'articles de référence ou si vous connaissez des sites web de qualité traitant du thème abordé ici, merci de compléter l'article en donnant les références utiles à sa vérifiabilité et en les liant à la section « Notes et références ».
Les Kpessis sont une ethnie du sud du Togo, d'origine Atchem (un rameau de la confédération Ashanti) parlant le kpessi, langue proche de l'éwé.